# 激動の昭和史 軍閥
『激動の昭和史 軍閥』（げきどうのしょうわし ぐんばつ）は、1970年8月11日に公開された東宝製作の映画。カラーのシネマスコープ。「東宝8.15シリーズ」の第4作。
東條英機を主人公に当時の政府と軍部、陸海軍の対立、そしてそのような状況下のメディアの姿勢について描いている。主役の東條には小林桂樹が起用された。これには森岩雄の推挙があったという。
従来の作品のような特撮描写に重点は置かず過去作品からの流用映像を用いており、スペクタクルよりも悲劇性を重視した内容となっている。

## スタッフ
- 監督：堀川弘通
- 製作：藤本真澄、針生宏
- 脚本：笠原良三
- 音楽：真鍋理一郎
- 撮影：山田一夫
- 美術監督：阿久根巌
- 美術：育野重一
- 録音：渡会伸
- 照明：石井長四郎
- 編集：黒岩義民
- チーフ助監督：松本正志
- 製作担当者：森本朴
- 整音：東宝ダビング
- スチール：吉崎松雄
- ナレーター：小林清志

## 出演者
- 昭和天皇：中村又五郎

### 政府関係
- 東條英機（陸軍大臣→首相）：小林桂樹
- 米内光政（海軍大臣）：山村聡
- 東郷茂徳（外務大臣）：宮口精二
- 木戸幸一（内大臣）：中村伸郎
- 来栖三郎（全権特使）：清水将夫
- 近衛文麿（首相）：神山繁
- 豊田貞次郎（外務大臣）：笹川恵三
- 鈴木貞一（企画院総裁）：小山源喜
- 賀屋興宣（大蔵大臣）：山本武
- 原嘉道（枢密院議長）：宮本曠二郎
- 岡田啓介（元首相）：落合義雄
- 広田弘毅（元首相）：藤山竜一
- 若槻礼次郎（元首相）：佐々木孝丸
- 阿部信行（元首相）：岡泰正
- 平沼騏一郎（元首相）：野村清一郎
- 高橋是清（元首相・蔵相）：明石潮
- 閣僚（近衛内閣）：勝本圭一郎、山口博義
- 閣僚（近衛・東條内閣）：松本染升、戸上城太郎
- 閣僚（東條内閣）：山田禅二、片山滉 [注釈 1]

### 陸軍省関係
- 佐野（軍務課長→軍務局長）：中谷一郎
- 武井（軍務局長）：垂水悟郎
- 石田（軍務課員）：睦五郎
- 富本（次官）：富田浩太郎
- 小山（秘書官）：森幹太
- 渡辺錠太郎（教育総監）：松下達夫

### 参謀本部関係
- 杉山元（参謀総長）：石山健二郎
- 塚本（参謀次長）：玉川伊佐男
- 中田（作戦部長）：藤岡重慶
- 辻井（参謀）：青木義朗
- 田部（参謀）：椎原邦彦
- 小島（中佐、参謀）：福田秀実
- 片桐（少佐、参謀）：小沢弘治
- 杉村（報道部長）：宮川洋一

### 海軍省関係
- 嶋田繁太郎（海軍大臣）：細川俊夫
- 及川古志郎（海軍大臣）：北竜二
- 中川（軍務課員）：波多野憲
- 岡辺（軍務局長）：土屋嘉男

### 軍令部関係
- 永野修身（軍令部総長）：藤田進
- 伊藤整一（軍令部次長）：田島義文
- 福山（作戦部長）：緒方燐作
- 富田（作戦部長）：平田昭彦
- 岡本（参謀）：佐原健二
- 庄司（参謀）：当銀長太郎
- 三国（参謀）：江原達怡
- 高見（参謀）：久保明
- 栗原悦蔵（報道部長）：原保美

### 連合艦隊関係
- 山本五十六（連合艦隊司令長官）：三船敏郎
- 大西瀧治郎（第十一航空艦隊参謀長→第一航空艦隊司令長官）：三橋達也
- 南雲忠一（第一航空艦隊司令長官→中部太平洋方面艦隊司令長官）：安部徹
- 黒島亀人（連合艦隊先任参謀）：船戸順
- 赤城（通信参謀）：勝部義夫
- 長門（通信将校）：大前亘
- 艦隊司令官：向井淳一郎

### その他の軍関係者
- 北村（上等兵、丸亀連隊）：堺左千夫
- 陸軍下士官（サイパン）：鈴木和夫
- 伝令兵（サイパン）：岩本弘司
- 兵：広瀬正一
- 中村（ラバウル航空隊）：伊藤孝雄
- 結城（ラバウル航空隊）：田中浩
- 田宮（ラバウル航空隊）：木村博人
- 丘（中尉、フィリピン特攻隊）：新田昌玄
- 島垣（フィリピン特攻隊）：黒沢年男

### 毎日新聞関係
- 新井五郎（記者）：加山雄三
- 竹田（編集総長）：志村喬
- 吉沢（編集局長）：清水元
- 山中（政治部長）：北村和夫
- 添田（整理部長）：中原成男
- 藤井（記者）：寺田農
- 横山（記者）：高津住男
- 高倉（記者）：岸田森
- 後藤（職員）：佐田豊
- 黒潮会記者：加藤春哉

### その他
- 新井きみ江（新井の妻）：田村奈巳
- 冬木先生（新井の恩師）：天本英世
- 東條勝子（東條夫人）：南風洋子
- サイパンの若い母：矢野陽子

## 史実との相違
以下の人物に仮名が用いられている、モデルは右記。
- 新井五郎（毎日新聞記者）：新名丈夫
- 富本（陸軍次官）：富永恭次
- 武井（陸軍省軍務局長）：武藤章
- 石田（軍務課員）：真田穣一郎
- 佐野（陸軍省軍務課長→軍務局長）：佐藤賢了
- 小山（秘書官）：赤松貞雄
- 塚本（参謀次長）：塚田攻
- 中田（参謀本部作戦部長）：田中新一
- 辻井（参謀）：辻政信
- 田部（参謀）：服部卓四郎
- 小島（中佐、参謀）：瀬島龍三
- 片桐（少佐、参謀）：稲葉正夫
- 杉村（報道部長）：松村秀逸
- 岡辺（海軍省軍務局長）：岡敬純
- 福山（軍令部作戦部長）：福留繁
- 富田（軍令部作戦部長）：富岡定俊
- 高見（参謀）：高田利種
- 三国（参謀）：三和義勇
- 中川（軍務課員）：石川信吾